# Kuwaitkriget
Kuwaitkriget, eller Gulfkriget (efter Persiska viken – engelskans Persian Gulf), var ett fullskaligt krig mellan Irak och allierade trupper ledda av USA, under 1990-talets början. Det amerikanska kodnamnet var "Operation Ökenstorm" (Operation Desert Storm), det brittiska bidraget hade kodnamnet "Operation Granby", det franska bidraget hade kodnamnet "Opération Daguet" och det italienska bidraget hade kodnamnet "Locusta". 

## Bakgrund
Området där Kuwait i dag ligger har länge varit omstritt. 1961 deklarerade landet sitt oberoende från Storbritanniens protektorat, något som Irak bestred fram till 1963 då de ansåg att landområdet tillhörde den egna staten. Kuwait var allierat med Irak under Iran–Irak-kriget 1980-88.
Saddam Hussein och USA:s ambassadör, April Glaspie, möttes den 25 juli 1990 och vissa bedömare anser att Saddam Hussein vid detta möte fick uppfattningen att USA ej skulle ingripa om han anföll Kuwait. Detta har dock inget stöd i de utskrifter som finns från mötet. April Glaspie rapporterade till State Department (USA:s Utrikesdepartement) att hon sagt följande till Saddam Hussein: "we have no opinion on the Arab-Arab conflicts like your border dispute with Kuwait" (vi har ingen åsikt angående konflikter mellan arabländer såsom er gränsdispyt med Kuwait).
Ett problem ur irakisk synpunkt var att Kuwait krävde tillbaka det ekonomiska stöd man givit under Iran–Irak-kriget med hänvisning till att det var ett lån. Detta samtidigt som man enligt Iraks uppfattning sålde mer olja än vad OPEC-länderna enats om, resulterande i låga världspriser på råolja. I verkligheten var det dock[källa behövs] Saudiarabien som hade ökat sin produktion kraftigt vilket tryckte ner oljepriserna. Iraks ekonomi sviktade på grund av lägre inkomster från oljan och man anklagade även Kuwait för att ha borrat snett in i oljekällor på irakisk mark. Detta anses också ha varit en bidragande orsak till kriget.

## Krigets utveckling

Operation Desert Storm.

Kriget inleddes 2 augusti 1990 med att Irak flög ett 50-tal Mil-8 och några Mil-6 på låg höjd in i Kuwait för att undvika radar. Många havererade på vägen på grund av dammet som virvlades upp och beskjutning ifrån kuwaitiska trupper. Målet med operationen var att döda Kuwaits emir och införliva Kuwait som en provins i Irak. Operationen misslyckades delvis och Kuwaits emir lyckades fly. Invasionen följdes av plundring av kuwaitisk egendom. Ett British Airways Boeing 747 mellanlandade precis i Kuwait och blev senare förstört. Passagerarna och flygplansbesättningen blev tagna som gisslan i Irak för att senare släppas. Dessutom blev två Airbus A300 och två Boeing, tillhörande Kuwait Airways, förstörda. 8 augusti 1990 installerade Saddam Hussein sin kusin Ali Hassan al-Majid som guvernör i Kuwait.
Efter en lång uppladdning inledde de allierade FN-trupperna under USA:s ledning en motoffensiv i januari 1991, först med ett omfattande luftkrig och sedan med marktrupper. Efter en dryg månad var Kuwait fritt från de irakiska invasionsstyrkorna, men luften förpestades länge därefter av röken från de många oljekällor som satts i brand av irakierna.
Slutfasen av kriget blev mycket blodig. På motorvägen mellan Basra och Kuwait City, även kallat "Dödens motorväg", dödades flera tusen retirerande irakier. Antalet civila offer är svårt att uppskatta och därför mycket osäkert. Stridigheterna avslutades formellt ca sex månader efter krigsutbrottet.

## Konsekvenser

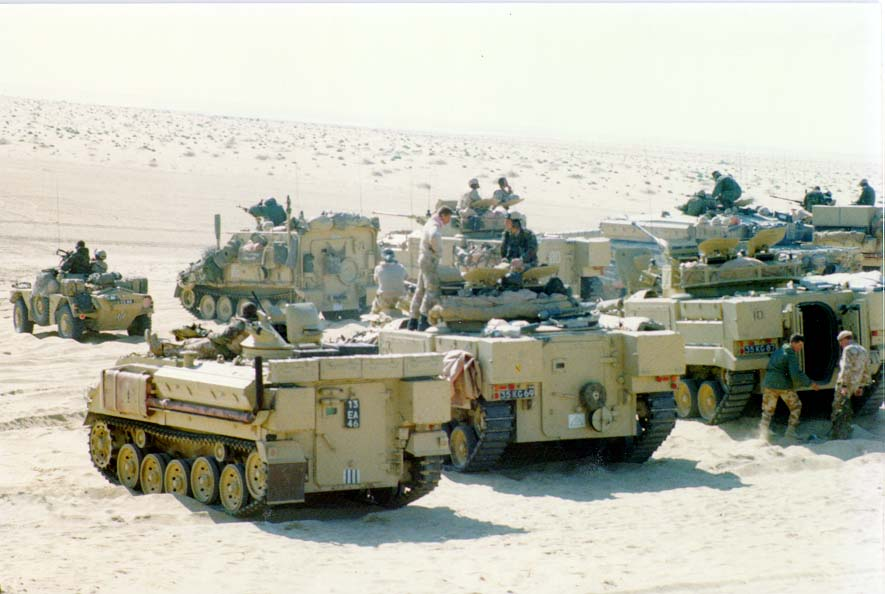
Brittiska stridsfordon under Kuwaitkriget.

### Humanitära följder
Irak åsattes stränga sanktioner och restriktioner av FN, bland annat gällande produktionen av massförstörelsevapen samt import av varor och material. Sanktionerna drabbade i viss mån även mediciner och nödvändig medicinsk utrustning. Unicef beräknade 1999 att så många som en halv miljon barn, som annars skulle överlevt, hade dött på grund av sådana brister under de åtta år sanktionerna varit i kraft.

### Politiska följder
Efter kriget startades två uppror mot Saddam Husseins regim, av kurderna i norra Irak och av shiamuslimerna i södra Irak. Kurderna krävde flygunderstöd av amerikanerna men nekades detta. Båda upproren slogs mycket brutalt ner av irakiska trupper. Senare infördes två flygförbudszoner av USA och Storbritannien för att i viss mån skydda befolkningen i dessa områden.
Trots vad många bedömare hade trott så avsattes inte Saddam Hussein i samband med krigets slut, utan han behöll makten även efter nederlaget. I förlängningen bäddade detta för USA:s invasion av Irak 2003.
Flera officiella amerikanska analyser som gjordes av bland annat försvarsdepartementet och centralkommandot förminskade den humanitära kris som kriget och de efterföljande sanktionerna mot Irak hade lett till. Rapporterna, som lästes av ledande amerikanska politiker och militärer, kom att påverka USA:s inställning till framtida krigföring. Inställningen var att kriget, trots de negativa effekterna, hade varit värt det. Utomlands väckte USA:s upplevt kallblodiga attityd starka reaktioner och kom att utnyttjas i irakisk och antiamerikansk propaganda. Inte minst var det många radikala islamister som plockade upp Saddams propaganda och åsikterna bland det internationella samfundet började också att förändras. Från en början hade USA haft ett relativt brett stöd från andra länder för interventionen, men efterhand splittrades åsikterna mer och mer. Frankrike och Ryssland var två länder som från en början stödde USA:s ingrepp i Irak, men som under 1990-talet mer och mer distanserade sig från de sanktioner som infördes mot Irak och de flygförbudszoner som USA upprättat.

#### 11 september-attackerna
Som ett av Iraks grannländer kände sig Saudiarabien hotade av invasionen av Kuwait. Usama bin Ladin erbjöd då landet att han och veteraner från kriget i Afghanistan kunde skydda landet och islams heliga platser, Mecka och Medina. Saudiarabien valde dock i stället att ta hjälp från Förenta staterna. Först etablerade den amerikanska militären en tillfällig styrka, men denna kom efter kriget att permanentas. Att icke-muslimer skulle skydda landet och islams heliga platser upplevdes som en skymf av bin Ladin och al-Qaida. I förlängningen ledde detta – tillsammans med andra amerikanska interventioner – till att al-Qaida förklarade krig mot USA 1996 och att de sedermera utförde attackerna den 11 september 2001.

## Massmedierna

### Nayirahs vittnesmål
Under hösten 1990 bedrevs lobbying för en USA-ledd intervention mot Irak. En kvinna vittnade inför USA:s kongress om att de irakiska soldaterna kastade kuwaitiska spädbarn ur kuvöser. Kvinnan identifierades som Nayirah och ett efternamn publicerades aldrig, officiellt för att skydda hennes familjemedlemmar som fortfarande befann sig i Kuwait. Senare undersökningar visade dock att hon var dottern till Kuwaits ambassadör i USA och att vittnesmålet hade arrangerats av PR-firman Hill & Knowlton som i sin tur hade fått uppdraget av Citizens for a Free Kuwait, en organisation sponsrad av Kuwait med syfte att övertyga kongressen om en militär intervention mot Irak. Det är dock inte klarlagt hur mycket kongressen påverkades av detta vittnesmål och det är möjligt att parlamentet hade röstat för ett krig mot Irak i alla fall.

### Mediernas bevakning av kriget
Under Gulfkriget spelade medierna en stor roll. CNN var på plats och sände ut nyheter direkt. Den amerikanske jornalisten Patrick O'Heffernan hävdar, i Andrew Hanamis bok War, Peace & Power: "In truth, there was never more than a skirmish between the media and the military during the Gulf War and the most obvious lesson is that the American military rolled over the media as easily as it rolled over the Iraqi Army for almost the same reason." (Fritt översatt: I verkligheten var det inte mer än en skärmytsling mellan media och militären under Kuwaitkriget och den mest uppenbara lärdomen är att USA:s militär manipulerade/utmanövrerade medierna lika lätt som de manipulerade/utmanövrerade Iraks armé av i stort sett samma orsak.) O'Heffernan pekar på en studie gjord av San Francisco Bay Guardian som visar att antalet sårade i strid var 400 procent högre än vad medierna rapporterat. Medierna visade för första gången så kallade "smarta bomber" använda i ett stort krig. Exponeringen i medierna var mycket stor och stod inte i relation till verkligheten. Verkligheten var att bara sju procent av alla bomber under Gulfkriget var "smarta" och att 70 procent av samtliga släppta bomber missade sitt mål.[källa behövs]
General Norman Schwarzkopf, som ledde invasionen, vilseledde medierna med flit[källa behövs] genom att sända bandade övningar från hangarfartyg i Persiska viken. Han utnyttjade därmed medierna som ett strategiskt vapen, medveten om att Iraks ledning saknade underrättelseinformation om USA:s invasion och enbart hade TV:s direktsändningar att basera beslut på. Invasionsstyrkan hade då tid att förflytta sina trupper och på så sätt undvika en direkt konfrontation med Iraks armé.
En annan anledning för general Schwarzkopf att utnyttja medierna var att USA förlorade Vietnamkriget på grund av blodiga bilder från Vietnam.[källa behövs] En studie från the Center for the Study of Communication visar att folk i USA som tittar på TV-sända nyheter inte får någon kunskap om kriget. Trots detta visar studien att stödet för kriget ökar om folk tittar på samma TV-sända nyheter. Trots att 85 procent av amerikanerna stödde USA i Gulfkriget visade studien att två procent trodde att Saddam Hussein invaderade Kuwait för att Kuwait sänkt råoljepriset och borrat efter olja på irakisk mark.[källa behövs]